# Saturn Award du meilleur jeune acteur de télévision

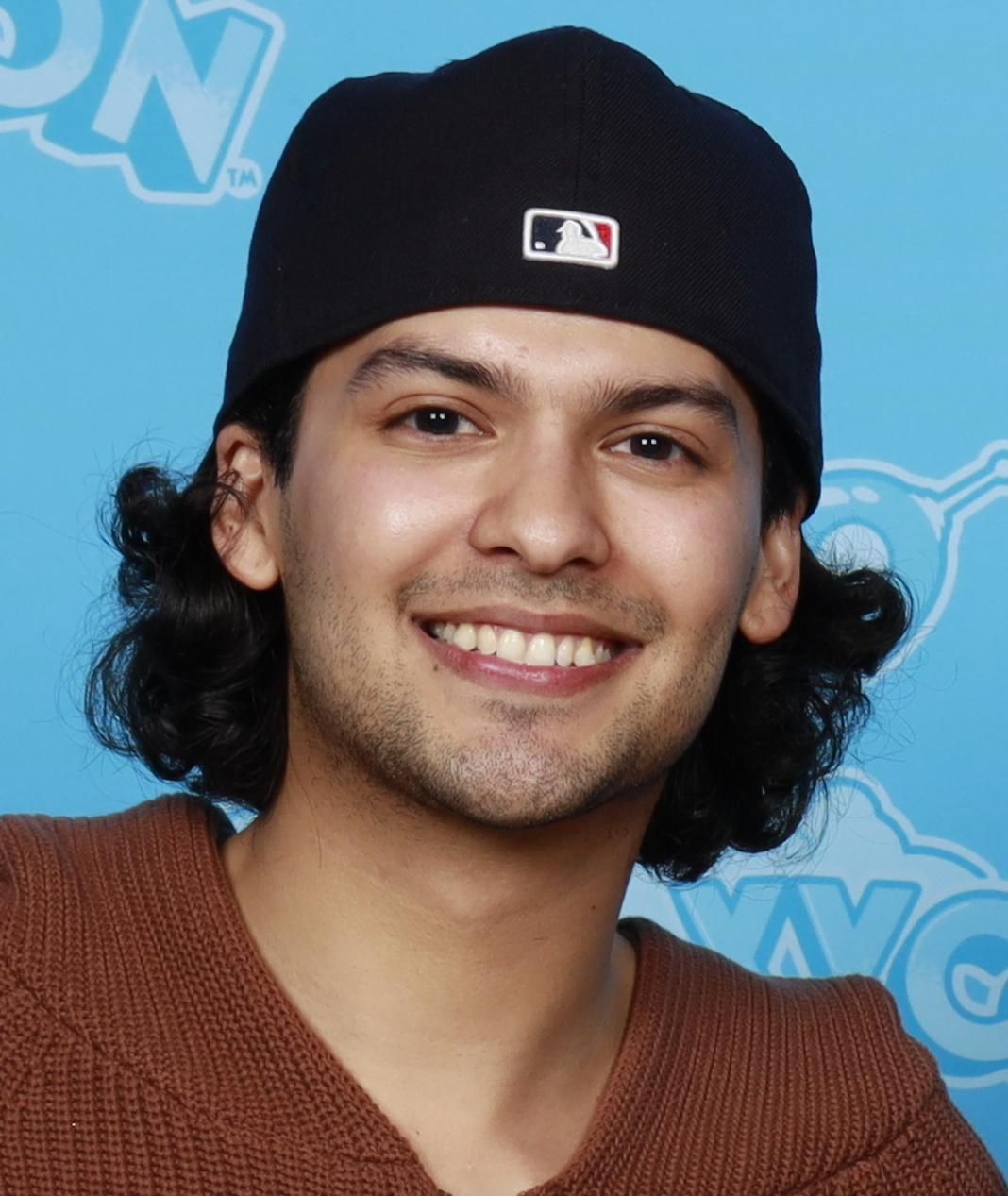
Xolo Maridueña, lauréat en 2025.

Le Saturn Award du meilleur jeune acteur de télévision (Saturn Award for Best Performance by a Younger Actor in a Television Series) est une récompense télévisuelle américaine décernée chaque année depuis 2014 par l'Académie des films de science-fiction, fantastique et horreur (Academy of Science Fiction Fantasy & Horror Films) pour récompenser la meilleure prestation d'un jeune acteur ou d'une jeune actrice de télévision de science-fiction, fantastique ou d'horreur.

## Palmarès
Note : L'année indiquée est celle de la cérémonie, récompensant les films sortis au cours de l'année précédente. Les lauréats sont indiqués en tête de chaque catégorie et en caractères gras. Les titres originaux sont précisés entre parenthèses, sauf s'ils correspondent au titre en français.

### Années 2010
- 2014 : Chandler Riggs pour le rôle de Carl Grimes dans The Walking Dead
  - Colin Ford pour le rôle de Joe MacAllister dans Under the Dome
  - Jared S. Gilmore pour le rôle de Henry Mills dans Once Upon a Time
  - Jack Gleeson pour le rôle de Joffrey Baratheon dans Game of Thrones
  - Connor Jessup pour le rôle de Ben Mason dans Falling Skies
  - Mackenzie Lintz pour le rôle de Norrie Calvert-Hill dans Under the Dome
- 2015 : Maisie Williams pour le rôle de Arya Stark dans Game of Thrones
  - Camren Bicondova pour le rôle de Selina Kyle dans Gotham
  - Maxim Knight pour le rôle de Matt Mason dans Falling Skies
  - Tyler Posey pour le rôle de Scott McCall dans Teen Wolf
  - Chandler Riggs pour le rôle de Carl Grimes dans The Walking Dead
  - Holly Taylor pour le rôle de Paige Jennings dans The Americans
- 2016 : Chandler Riggs pour le rôle de Carl Grimes dans The Walking Dead
  - Brenock O'Connor pour le rôle de Olly dans Game of Thrones
  - Dylan Sprayberry pour le rôle de Liam Dunbar dans Teen Wolf
  - Frank Dillane pour le rôle de Nick Clark dans Fear the Walking Dead
  - Jodelle Ferland pour le rôle de Cinq / Das / Emily Kolbur dans Dark Matter
  - Maisie Williams pour le rôle de Arya Stark dans Game of Thrones
  - Max Charles – The Strain
- 2017 : Millie Bobby Brown pour le rôle de Eleven dans Stranger Things
  - K.J. Apa pour le rôle de Archie Andrews dans Riverdale
  - Max Charles pour The Strain
  - Alycia Debnam-Carey pour le rôle de Alicia Clark dans Fear the Walking Dead
  - Lorenzo James Henrie pour le rôle de Chris Manawa dans Fear the Walking Dead
  - Chandler Riggs pour le rôle de Carl Grimes dans The Walking Dead
- 2018 : Chandler Riggs pour le rôle de Carl Grimes dans The Walking Dead
  - K.J. Apa pour le rôle de Archie Andrews dans Riverdale
  - Millie Bobby Brown pour le rôle de Eleven dans Stranger Things
  - Max Charles – The Strain
  - Alycia Debnam-Carey pour le rôle de Alicia Clark dans Fear the Walking Dead
  - David Mazouz pour le rôle de Bruce Wayne dans Gotham
  - Lili Reinhart pour le rôle de Betty Cooper dans Riverdale
  - Cole Sprouse pour le rôle de Jughead Jones dans Riverdale
- 2019[1] : Maisie Williams pour le rôle de Arya Stark dans Game of Thrones
  - K.J. Apa pour le rôle de Archie Andrews dans Riverdale
  - Tosin Cole pour le rôle de Ryan Sinclair dans Doctor Who
  - Cameron Cuffe pour le rôle de Seg-El dans Krypton
  - David Mazouz pour le rôle de Bruce Wayne dans Gotham
  - Cole Sprouse pour le rôle de Jughead Jones dans Riverdale
  - Benjamin Wadsworth pour le rôle de Marcus Lopez Arguello dans Deadly Class

### Années 2020
- 2021 : Brec Bassinger pour le rôle de Courtney Whitmore / Stargirl dans Stargirl
  - Freya Allan pour le rôle de Ciri dans The Witcher
  - Isa Briones pour le rôle de Dahj / Soji / Sutra dans Star Trek: Picard
  - Maxwell Jenkins pour le rôle de Will Robinson dans Perdus dans l'espace
  - Madison Lintz pour le rôle de Madeline Bosch dans Harry Bosch
  - Cassady McClincy pour le rôle de Lydia dans The Walking Dead
  - Erin Moriarty pour le rôle de Starlight / Annie January dans The Boys

- 2022 : Brec Bassinger pour le rôle de Courtney Whitmore / Stargirl dans Stargirl
  - Jack Alcott dans Dexter: New Blood
  - Zackary Arthur dans Chucky
  - Gus Birney dans Shining Vale
  - Jordan Elsass dans Superman et Loïs
  - Alex Garfin dans Superman et Loïs

- 2024 : Jenna Ortega pour Mercredi Addams dans Mercredi
  - Milly Alcock dans House of the Dragon
  - Freya Allan dans The Witcher
  - Zackary Arthur dans Chucky
  - Brec Bassinger pour le rôle de Courtney Whitmore / Stargirl dans Stargirl
  - Bella Ramsey dans The Last of Us
  - Igby Rigney dans The Midnight Club

- 2025 : Xolo Maridueña – Cobra Kai
  - Zackary Arthur – Chucky
  - Hannah Cheramy – From
  - Cameron Crovetti – The Boys
  - Rhenzy Feliz – The Penguin
  - Joe Locke – Agatha All Along
  - Louis Puech Scigliuzzi – The Walking Dead: Daryl Dixon

## Meilleur jeune acteur dans un programme en streaming
- 2022 : Iman Vellani dans Miss Marvel
  - Vivien Lyra Blair dans Obi-Wan Kenobi
  - Maxwell Jenkins dans Perdus dans l'espace
  - Gaten Matarazzo dans Stranger Things
  - Sadie Sink dans Stranger Things
  - Hailee Steinfeld dans Hawkeye